# Регистарске ознаке у Грчкој
Садашње регистарске таблице у Грчкој се састоје од три слова и четири цифре црном бојом на белој позадини. Слова представљају Грчке префектуре, док се бројеви крећу од 1000 до 9999. Од 2004. године је додата плава трака са леве стране која приказује ауто-ознаку Грчке (GR). Изнад ознаке се налазе Европске звездице.
Са изузетком Атине и Солуна који су представљени само првим словом од три, сви остали округи су представљени са прва 2 слова. На пример, таблице Патра су ΑΧΑ–1000, где ΑΧ представља префектуру Ахаја чији је главни град Патра. Користе се само слова са пресека латиничног и грчког алфабета, тачније Α, Β, Ε, Ζ, Η, Ι, Κ, Μ, Ν, Ο, Ρ, Τ, Υ, Χ (по грчком алфабету). То је зато што је Грчка уговорна страна Бечке конвенције о друмском саобраћају, која у Анексу 2 захтева да се регистарски бројеви приказују великим латиничним словима и арапским бројевима. Правило се на сличан начин примењује у Русији, Украјини, Белорусији, Босни и Херцеговини и Бугарској .

## Историја

### 1911–1954
Све до 1954. године грчке регистарске таблице су се састојале од црних бројева на белој позадини, који су означавали серијски број приказан на дозволи аутомобила. Власник је морао да обезбеди таблице, а спецификације су биле минималне: величина таблица и бројева, као и њихове одговарајуће боје. То је значило да плоче нису биле баш уједначене. Таксисти су морали да назначе иницијал града за који су лиценцирани (нпр „А“ за Атину). Године 1954. систем се променио.

### 1954–1956
Нов систем, који је трајао само две године, садржао је L–NN, L–NNN, L–NNNN или L–NNNNN са црним знаковима на жутој позадини где је L било почетно слово града (нпр. „А“ за Атину, „Θ“ за Солун).  Ове таблице су принудно повучене 1956. године.

### 1956-1972
Године 1956. систем је поново промењен на само бројеве NNNNNN . NNNNNN је могао бити било који број од једне до шест цифара који почиње још једном са "1" и завршава се на око "451000". Слова су била црне боје на белој позадини са траком на врху предње и задње таблице која означава град/округ. Негде после раних 60-их, трака на предњој таблици је напуштена и тако је та плоча постала краћа по висини, док је трака позади постала плава. Ово је трајало до 1973. године. 

### 1973–1985
Године 1973. систем је био LL–NNNN док су камиони користили L–NNNN. Као и претходне таблице, и ове су садржале црне знакове на белој позадини, али са новим фонтом. Није било обавезно мењати ове таблице када је стигао новији систем. Процес транзиције са старог система ΧΧ-0000 на нови систем ΧΧΧ-0000 започео је 1984. године из великих региона као што је Атика. 

### 1984–2004
Године 1984. систем је промењен у LLL–NNNN и прва два слова су слова префектура (са изузетком највећих префектура, нпр. Атина и Солун). 2004. године није било обавезно прелазак на новије „ЕУ“ таблице.

### 2004 до данас
У септембру/октобру 2004. године коришћен је најновији формат. Регистрација се састоји од три слова, цртице и четири бројке, почевши од 1000. Изнад цртице је грб Грчке. Прва два слова означавају округ. Лево од таблице је плава трака са словима GR у белој боји испод дванаест европских златних звезда.

## Префектуре
Атина - ΥΑ, ΥΒ, ΥΕ, ΥΖ, ΥΗ, ΖΖ, ΖΗ, ΖΚ, ΖΜ,  ΙΒ, ΙΕ, ΙΖ, ΙΗ, ΙΚ, ΙΜ, ΙΟ, ΙΡ, ΙΤ, ΙΥ, ΧΕ, ΧΖ, ΧΗ, ΧΡ, ΧΤ, ΧΥ, ΧΧ, ΗΒ, ΟΑ, ΟΒ, ΟΕ, ΟΖ, ΟΗ, ΟΙ, ΟΚ, ΟΜ, ΟΝ, ΟΟ, ΟΤ, ΟΥ, ΟΧ, ΧΜ, ΖΕ, ΖI, ΖΟ
Пиреј - ΥΙ, ΥΚ, ΥΜ, ΥΝ, ΖΝ, ΖΡ, ΒΕ, ΒΖ, ΒΗ, ΒΧ, ΤΖ
Елефсина - ΥΟ, ΥΡ, ΥΤ, ΖΤ, ΒΝ, ΒΡ
Палини - ΥΥ, ΥΧ, ΖΥ, ΖΧ, ΒΚ, ΒΜ
Етолија-Акарнанија - ΜΕ, ΑΙ, ΤΗ
Арголида - ΑΡ, ΤΜ
Аркадија - ΤΡ
Арта - ΑΤ
Беотија - ΒΙ, ΒΥ
Гребен - ΡΝ
Драма - ΡΜ, ΤΟ
Додеканез - ΡΟ, ΡΚ, ΡΥ, ΡΧ, ΚΧ, ΕΑ
Еврос - ΕΒ, ΜΧ, ΟΡ
Евбеја - ΧΑ, ΕΗ, ΕΙ
Евританија - ΚΗ
Закинтос - ΖΑ, ΖΒ
Илија - ΗΑ, ΗΕ
Иматија - ΗΜ, ΗΧ
Ираклион - ΗΡ, ΗΚ, ΗΖ, ΗΗ, ΗΙ, ΗΤ
Теспротија - ΗΝ
Соулун - ΝΑ, ΝΒ, ΝΕ, ΝΖ, ΝΗ, ΝΙ, ΝΚ, ΝΜ, ΝΝ, ΝΟ, ΝΡ, ΝΤ, ΝΥ, ΝΧ
Јањина - ΙΝ, ΙΙ
Кавала - ΚΒ, ΑΒ
Кардица - ΚΑ, ΜΚ
Костур - ΚΤ
Керика - ΚΥ, ΕΤ, ΤΒ, ΤΕ
Кефалонија и Итака - ΚΕ
Кукуш - ΚΙ, ΕΧ
Кожани - ΚΖ, ΜΝ
Коринтија - ΚΡ, ΡΒ
Киклад - ΕΜ, ΕΖ, ΕΝ, ΕΟ
Лаконија - ΑΚ, ΜΡ
Лариса - ΡΙ, ΡΡ, ΡΤ
Ласити - ΑΝ, ΑΕ
Лезбос - ΜΥ, ΜΤ, ΜΗ
Лерин - ΡΑ
Лефкада - ΕΥ
Магнезија - ΒΟ, ΒΒ, ΒΑ, ΒΤ
Месенија - ΚΜ, ΜΖ
Ксанти - ΑΗ, ΗΟ
Пела - ΕΕ, ΜΜ
Пијерија - ΚΝ, ΤΙ
Превза - ΡΖ, ΤΧ
Ретимно - ΡΕ, ΡΗ
Самос - ΜΟ, ΜΒ
Сер - ΕΡ, ΙΧ
Трикала - ΤΚ, ΤΝ
Фтиотида - ΜΙ, ΗΥ
Фокида - ΑΜ
Халкидики - ΧΚ, ΜΑ
Ханија - ΧΝ, ΧΒ, ΤΥ
Хиос - ΧΙ, ΧΟ

## Други формати
|  |  |  |